# خان المرادية
خان المرادية هو أحد أقدم الخانات الاثرية، بني في العهد العثماني في مدينة دمشق القديمة، يقع غرب الجامع الأموي، فكان وقفاً لفقراء الحرمين الشريفين، للخان خمسة أبواب وهو مكون من بناء مربع فيه باحة محاطة بـ 24 مخزناً داخلياً و23 مخزناً خارجياً، وملحق مستطيل مكون من دهليز يشكل مدخلاً لخان الجمرك.

## طالع ايضاً
- معنى خان في العمارة الدمشقية مصطلحات معالم دمشق.
- تاريخ الخانات في دمشق.